# Фридек-Містек (округ)
Фридек-Містек (чеськ. Okres Frýdek-Místek) — адміністративно-територіальна одиниця в Мораво-Сілезькому краї Чеської Республіки. Адміністративний центр — місто Фридек-Містек. Площа округу — 1 208,49 км², населення становить 213 260 осіб.
До округу входить 72 муніципалітета, з котрих 6 — міста.

## Географія
Розташоване Яблунковське міжгір'я.